# Water-polo aux championnats du monde de natation 2024
Navigation
Fukuoka 2023 Kallang 2025
Les épreuves de water-polo aux championnats du monde de natation 2024 ont lieu du 4 au 17 février 2024 à Doha au Qatar.

## Programme
Tous les horaires correspondent à l'UTC+09:00.
- Finales

| Date       | Heure | Épreuve                               |
| ---------- | ----- | ------------------------------------- |
| 4 février  | 09h00 | Tour préliminaire                     |
| 5 février  | 09h00 | Tour préliminaire                     |
| 6 février  | 09h00 | Tour préliminaire                     |
| 7 février  | 09h00 | Tour préliminaire                     |
| 8 février  | 09h00 | Tour préliminaire                     |
| 9 février  | 09h00 | Tour préliminaire                     |
| 10 février | 09h00 | Plays-offs Matchs de classement       |
| 11 février | 09h00 | Plays-offs Matchs de classement       |
| 12 février | 09h00 | Quarts de finale Matchs de classement |
| 13 février | 09h00 | Quarts de finale Matchs de classement |
| 14 février | 09h00 | Demi-finales Matchs de classement     |
| 15 février | 09h00 | Demi-finales Matchs de classement     |
| 16 février |       | Finales femmes Matchs de classement   |
| 17 février |       | Finales hommes Matchs de classement   |

## Équipes qualifiées
Qualifiée, l'équipe féminine du Japon a déclaré forfait pour des raisons de budget et a été remplacée par Singapour.
| Compétition                       | Date                             | Lieu     | Quota | Qualifiés                   |
| --------------------------------- | -------------------------------- | -------- | ----- | --------------------------- |
| Coupe du monde de water-polo 2023 | 8 mars au 2 juillet 2023         | -        | 2     | Espagne Italie              |
| Championnats du monde 2022        | du 17 au 29 juillet 2023         | Fukuoka  | 4     | Hongrie Grèce Serbie France |
| Jeux asiatiques de 2022           | du 2 au 7 octobre 2023           | Hangzhou | 3     | Japon Chine Kazakhstan      |
| Jeux panaméricains de 2023        | du 30 octobre au 4 novembre 2023 | Santiago | 2     | États-Unis Brésil           |
| Championnat d'Europe 2024         | du 4 au 16 janvier 2024          | Zagreb   | 3     | Croatie Monténégro Roumanie |
| Wild card Afrique                 | —                                | —        | 1     | Afrique du Sud              |
| Wild card Océanie                 | —                                | —        | 1     | Australie                   |
| Total                             |                                  |          | 16    |                             |

| Compétition                       | Date                             | Lieu      | Quota | Qualifiés                        |
| --------------------------------- | -------------------------------- | --------- | ----- | -------------------------------- |
| Coupe du monde de water-polo 2023 | 11 avril au 25 juin 2023         | -         | 2     | États-Unis Pays-Bas              |
| Championnats du monde 2022        | du 17 au 29 juillet 2023         | Fukuoka   | 4     | Espagne Italie Australie Hongrie |
| Jeux asiatiques de 2022           | du 2 au 7 octobre 2023           | Hangzhou  | 3     | Chine Japon Kazakhstan Singapour |
| Jeux panaméricains de 2023        | du 30 octobre au 4 novembre 2023 | Santiago  | 2     | Canada Brésil                    |
| Championnat d'Europe 2024         | du 5 au 13 janvier 2024          | Eindhoven | 3     | Grèce France Grande-Bretagne     |
| Wild card Afrique                 | —                                | —         | 1     | Afrique du Sud                   |
| Wild card Océanie                 | —                                | —         | 1     | Nouvelle-Zélande                 |
| Total                             |                                  |           | 16    |                                  |

## Podiums
| Épreuves | Or | Argent | Bronze |
| -------- | --- | --- | --- |
| Hommes   | Croatie - 1 Marko Bijač - 2 Rino Burić - 3 Loren Fatović - 4 Luka Lončar - 5 Franko Lazić - 6 Matias Biljaka - 7 Ante Vukičević - 8 Marko Žuvela - 9 Jerko Marinić Kragić - 10 Josip Vrlić - 11 Zvonimir Butić - 12 Konstantin Kharkov - 13 Mate Anić - 14 Ivan Krapić - 15 Filip Kržić                  | Italie - 1 Marco Del Lungo - 2 Francesco Di Fulvio - 3 Luca Damonte - 4 Luca Marziali - 5 Andrea Fondelli - 6 Giacomo Cannella - 7 Vincenzo Renzuto - 8 Gonzalo Echenique - 9 Nicholas Presciutti - 10 Lorenzo Bruni - 11 Edoardo Di Somma - 12 Alessandro Velotto - 13 Gianmarco Nicosia - 14 Francesco Condemi - 15 Matteo Iocchi | Espagne - 1 Unai Aguirre - 2 Alberto Munárriz - 3 Álvaro Granados - 4 Bernat Sanahuja - 5 Miguel del Toro - 6 Marc Larumbe - 7 Martin Famera - 8 Sergi Cabanas - 9 Roger Tahull - 10 Felipe Perrone - 11 Blai Mallarach - 12 Alejandro Bustos - 13 Eduardo Lorrio - 14 Unai Biel - 15 Fran Valera |
| Femmes   | États-Unis - 1 Ashleigh Johnson - 2 Maddie Musselman - 3 Tara Prentice - 4 Rachel Fattal - 5 Jenna Flynn - 6 Maggie Steffens - 7 Jordan Raney - 8 Ryann Neushul - 9 Jewel Roemer - 10 Kaleigh Gilchrist - 11 Bayley Weber - 12 Emily Ausmus - 13 Amanda Longan - 14 Jovana Sekulic - 15 Denise Mammolito | Hongrie - 1 Alda Magyari - 2 Dorottya Szilágyi - 3 Vanda Vályi - 4 Gréta Gurisatti - 5 Géraldine Mahieu - 6 Rebecca Parkes - 7 Zsuzsanna Máté - 8 Rita Keszthelyi - 9 Dóra Leimeter - 10 Natasa Rybanska - 11 Kamilla Faragó - 12 Krisztina Garda - 13 Boglárka Neszmély - 14 Brigitta Horváth - 15 Szonja Kuna                     | Espagne - 1 Laura Ester - 2 Cristina Nogué - 3 Anni Espar - 4 Beatriz Ortiz - 5 Nona Pérez - 6 Paula Crespí - 7 Elena Ruiz - 8 Pili Peña - 9 Judith Forca - 10 Paula Camus - 11 Maica García Godoy - 12 Paula Leitón - 13 Martina Terré - 14 Ariadna Ruiz - 15 Isabel Piralkova                   |

## Tableau des médailles
| Rang  | Nation | Or | Argent | Bronze | Total |
| ----- | ------ | -- | ------ | ------ | ----- |
| Total | Total  | -  | -      | -      | -     |

## Résultats détaillés

### Compétition masculine

#### Tirage au sort
Les équipes qualifiées via le classement du championnat d'Europe n'étaient pas encore connues.
| Pot 1                        | Pot 2                            | Pot 3                                | Pot 4                                 |
| ---------------------------- | -------------------------------- | ------------------------------------ | ------------------------------------- |
| Hongrie Grèce Espagne Serbie | Italie France Croatie États-Unis | Monténégro Roumanie Brésil Australie | Japon Chine Kazakhstan Afrique du Sud |

#### Tour préliminaire
Légende :
- en gras, les premiers de chaque groupe sont qualifiés pour les quarts de finale.
- en italique, les deuxièmes et troisièmes de chaque groupe sont qualifiés pour les play-offs.

##### Groupe A
| Rang | Équipe         | J | V | VP | DP | D | BP | BC | +/- | Points |
| ---- | -------------- | - | - | -- | -- | - | -- | -- | --- | ------ |
| 1    | Espagne        | 3 | 3 | 0  | 0  | 0 | 46 | 20 | +26 | 9      |
| 2    | Croatie        | 3 | 2 | 0  | 0  | 1 | 48 | 24 | +24 | 6      |
| 3    | Australie      | 3 | 1 | 0  | 0  | 2 | 46 | 35 | +11 | 3      |
| 4    | Afrique du Sud | 3 | 0 | 0  | 0  | 3 | 18 | 79 | -61 | 0      |

| 5 février | Afrique du Sud | 5  | 21 | Espagne        |
| 5 février | Croatie        | 13 | 8  | Australie      |
| 7 février | Australie      | 29 | 7  | Afrique du Sud |
| 7 février | Espagne        | 10 | 6  | Croatie        |
| 9 février | Australie      | 9  | 15 | Espagne        |
| 9 février | Afrique du Sud | 6  | 29 | Croatie        |

##### Groupe B
| Rang | Équipe | J | V | VP | DP | D | BP | BC | +/- | Points |
| ---- | ------ | - | - | -- | -- | - | -- | -- | --- | ------ |
| 1    | Grèce  | 3 | 3 | 0  | 0  | 0 | 60 | 22 | +38 | 9      |
| 2    | France | 3 | 2 | 0  | 0  | 1 | 44 | 33 | +11 | 6      |
| 3    | Chine  | 3 | 1 | 0  | 0  | 2 | 25 | 48 | -23 | 3      |
| 4    | Brésil | 3 | 0 | 0  | 0  | 3 | 23 | 49 | -26 | 0      |

| 5 février | Chine  | 6  | 24 | Grèce  |
| 5 février | Brésil | 11 | 16 | France |
| 7 février | France | 16 | 9  | Chine  |
| 7 février | Grèce  | 23 | 4  | Brésil |
| 9 février | Grèce  | 13 | 12 | France |
| 9 février | Brésil | 8  | 10 | Chine  |

##### Groupe C
| Rang | Équipe     | J | V | VP | DP | D | BP | BC | +/- | Points |
| ---- | ---------- | - | - | -- | -- | - | -- | -- | --- | ------ |
| 1    | Serbie     | 3 | 3 | 0  | 0  | 0 | 45 | 28 | +17 | 9      |
| 2    | Monténégro | 3 | 1 | 1  | 0  | 1 | 30 | 36 | -6  | 5      |
| 3    | États-Unis | 3 | 1 | 0  | 1  | 1 | 41 | 30 | +11 | 4      |
| 4    | Japon      | 3 | 0 | 0  | 0  | 3 | 26 | 48 | -22 | 0      |

| 5 février | Japon      | 10 | 17 | Serbie     |
| 5 février | Montenegro | 16 | 15 | États-Unis |
| 7 février | États-Unis | 18 | 5  | Japon      |
| 7 février | Serbie     | 14 | 6  | Montenegro |
| 9 février | Montenegro | 13 | 11 | Japon      |
| 9 février | Serbie     | 14 | 12 | États-Unis |

##### Groupe D
| Rang | Équipe     | J | V | VP | DP | D | BP | BC | +/- | Points |
| ---- | ---------- | - | - | -- | -- | - | -- | -- | --- | ------ |
| 1    | Hongrie    | 3 | 2 | 1  | 0  | 0 | 52 | 18 | +34 | 8      |
| 2    | Italie     | 3 | 2 | 0  | 1  | 0 | 58 | 22 | +36 | 7      |
| 3    | Roumanie   | 3 | 1 | 0  | 0  | 2 | 43 | 34 | +9  | 3      |
| 4    | Kazakhstan | 3 | 0 | 0  | 0  | 3 | 7  | 86 | -79 | 0      |

| 5 février | Italie     | 33 | 3  | Kazakhstan |
| 5 février | Roumanie   | 8  | 15 | Hongrie    |
| 7 février | Kazakhstan | 3  | 25 | Roumanie   |
| 7 février | Hongrie    | 15 | 14 | Italie     |
| 9 février | Kazakhstan | 1  | 28 | Hongrie    |
| 9 février | Roumanie   | 10 | 16 | Italie     |

#### Phase finale
Le tableau de la phase finale figure ci-après :
|  | Play-offs  | Play-offs  |                        |             | Quarts de finale | Quarts de finale |    |  | Demi-finales | Demi-finales |  |  | Finale     | Finale     |
|  | ---------- | ---------- | ---------------------- | ----------- | ---------------- | ---------------- | -- |  | ------------ | ------------ |  |  | ---------- | ---------- |
|  |            |            |                        |             |                  |                  |    |  |              |              |  |  |            |            |
|  |            |            |                        |             | 13 février       | 13 février       |    |  | 15 février   | 15 février   |  |  | 17 février | 17 février |
|  |            |            |                        |             | 13 février       | 13 février       |    |  | 15 février   | 15 février   |  |  | 17 février | 17 février |
|  |            |            |                        |             | 13 février       | 13 février       |    |  | 15 février   | 15 février   |  |  | 17 février | 17 février |
|  |            |            |                        |             | 13 février       | 13 février       |    |  | 15 février   | 15 février   |  |  | 17 février | 17 février |
|  |            |            |                        |             | 13 février       | 13 février       |    |  | 15 février   | 15 février   |  |  | 17 février | 17 février |
|  |            | Espagne    | 15                     |             |                  |                  |    |  | 15 février   | 15 février   |  |  | 17 février | 17 février |
|  | 11 février | Espagne    | 15                     |             |                  |                  |    |  | 15 février   | 15 février   |  |  | 17 février | 17 février |
|  |            | Monténégro | 12                     |             |                  |                  |    |  | 15 février   | 15 février   |  |  | 17 février | 17 février |
|  | Monténégro | Monténégro | 12                     | 12          |                  |                  |    |  | 15 février   | 15 février   |  |  | 17 février | 17 février |
|  | Monténégro | 13 février |                        | 12          |                  |                  |    |  | 15 février   | 15 février   |  |  | 17 février | 17 février |
|  | Roumanie   | 9          |                        |             |                  |                  |    |  | 15 février   | 15 février   |  |  | 17 février | 17 février |
|  | Roumanie   | 9          |                        | Espagne     | 6                |                  |    |  |              |              |  |  | 17 février | 17 février |
|  |            |            |                        | Espagne     | 6                |                  |    |  |              |              |  |  | 17 février | 17 février |
|  |            |            | Italie                 | 8           |                  |                  |    |  |              |              |  |  | 17 février | 17 février |
|  |            |            | Italie                 | 8           |                  |                  |    |  |              |              |  |  | 17 février | 17 février |
|  | 15 février |            |                        |             |                  |                  |    |  |              |              |  |  | 17 février | 17 février |
|  |            |            |                        |             |                  |                  |    |  |              |              |  |  | 17 février | 17 février |
|  |            | Grèce      | 10                     |             |                  |                  |    |  |              |              |  |  | 17 février | 17 février |
|  | 11 février | Grèce      | 10                     |             |                  |                  |    |  |              |              |  |  | 17 février | 17 février |
|  |            | Italie     | 11                     |             |                  |                  |    |  |              |              |  |  | 17 février | 17 février |
|  | États-Unis | Italie     | 11                     | 12          |                  |                  |    |  |              |              |  |  | 17 février | 17 février |
|  | États-Unis | 13 février |                        | 12          |                  |                  |    |  |              |              |  |  | 17 février | 17 février |
|  | Italie     | 13         |                        |             |                  |                  |    |  |              |              |  |  | 17 février | 17 février |
|  | Italie     | 13         |                        | Italie      | 13               |                  |    |  |              |              |  |  |            |            |
|  |            |            |                        | Italie      | 13               |                  |    |  |              |              |  |  |            |            |
|  |            | Croatie    | 15                     |             |                  |                  |    |  |              |              |  |  |            |            |
|  |            | Croatie    | 15                     |             |                  |                  |    |  |              |              |  |  |            |            |
|  |            |            |                        |             |                  |                  |    |  |              |              |  |  |            |            |
|  |            |            |                        |             |                  |                  |    |  |              |              |  |  |            |            |
|  | Serbie     | 13         |                        |             |                  |                  |    |  |              |              |  |  |            |            |
|  | Serbie     | 13         | 11 février             |             |                  |                  |    |  |              |              |  |  |            |            |
|  |            | Croatie    | 15                     |             |                  |                  |    |  |              |              |  |  |            |            |
|  | Croatie    | Croatie    | 15                     | 22          |                  |                  |    |  |              |              |  |  |            |            |
|  | Croatie    | 13 février |                        | 22          |                  |                  |    |  |              |              |  |  |            |            |
|  | Chine      | 4          |                        |             |                  |                  |    |  |              |              |  |  |            |            |
|  | Chine      | 4          |                        | Croatie tab | 11 (6)           |                  |    |  |              |              |  |  |            |            |
|  |            |            |                        | Croatie tab | 11 (6)           |                  |    |  |              |              |  |  |            |            |
|  |            | France     | 11 (5)                 |             |                  |                  |    |  |              |              |  |  |            |            |
|  |            | France     | 11 (5)                 |             |                  |                  |    |  |              |              |  |  |            |            |
|  |            |            |                        |             |                  |                  |    |  |              |              |  |  |            |            |
|  |            |            | Match pour la 3e place |             |                  |                  |    |  |              |              |  |  |            |            |
|  | Hongrie    | 10         |                        |             |                  |                  |    |  |              |              |  |  |            |            |
|  | Hongrie    | 10         | 11 février             | 11 février  | 17 février       | 17 février       |    |  |              |              |  |  |            |            |
|  |            | France     | 11 février             | 11 février  | 17 février       | 17 février       | 11 |  |              |              |  |  |            |            |
|  | Australie  | France     | 8                      | Espagne     | 14               |                  | 11 |  |              |              |  |  |            |            |
|  | Australie  |            |                        |             | 14               |                  |    |  |              |              |  |  |            |            |
|  | France     | 11         |                        |             | France           | 10               |    |  |              |              |  |  |            |            |
|  | France     | 11         |                        |             | France           | 10               |    |  |              |              |  |  |            |            |

#### Matches de classement
|  | Tour de classement (5-8) | Tour de classement (5-8) |                |    | Cinquième place | Cinquième place |
|  | Tour de classement (5-8) | Tour de classement (5-8) |                |    | Cinquième place | Cinquième place |
|  |                          |                          |                |    |                 |                 |
|  | 15 février               | 15 février               |                |    | 17 février      | 17 février      |
|  | 15 février               | 15 février               |                |    | 17 février      | 17 février      |
|  | Monténégro               | 13                       |                |    | 17 février      | 17 février      |
|  | Monténégro               | 13                       |                |    | 17 février      | 17 février      |
|  | Grèce                    | 14                       |                |    | 17 février      | 17 février      |
|  | Grèce                    | 14                       | Grèce          | 15 |                 |                 |
|  | 15 février               |                          | Grèce          | 15 |                 |                 |
|  |                          | Serbie                   | 11             |    |                 |                 |
|  | Serbie                   | Serbie                   | 11             | 11 |                 |                 |
|  | Serbie                   |                          |                | 11 |                 |                 |
|  | Hongrie                  | 10                       |                |    |                 |                 |
|  | Hongrie                  | 10                       | Septième place |    |                 |                 |
|  |                          |                          |                |    |                 |                 |
|  | 17 février               |                          |                |    |                 |                 |
|  |                          |                          |                |    |                 |                 |
|  | Monténégro               | 16                       |                |    |                 |                 |
|  | Monténégro               | 16                       |                |    |                 |                 |
|  | Hongrie                  | 18                       |                |    |                 |                 |
|  | Hongrie                  | 18                       |                |    |                 |                 |

|  | Tour de classement (9-12) | Tour de classement (9-12) |               |    | Neuvième place | Neuvième place |
|  | Tour de classement (9-12) | Tour de classement (9-12) |               |    | Neuvième place | Neuvième place |
|  |                           |                           |               |    |                |                |
|  | 13 février                | 13 février                |               |    | 15 février     | 15 février     |
|  | 13 février                | 13 février                |               |    | 15 février     | 15 février     |
|  | Chine                     | 7                         |               |    | 15 février     | 15 février     |
|  | Chine                     | 7                         |               |    | 15 février     | 15 février     |
|  | Roumanie                  | 9                         |               |    | 15 février     | 15 février     |
|  | Roumanie                  | 9                         | Roumanie      | 9  |                |                |
|  | 13 février                |                           | Roumanie      | 9  |                |                |
|  |                           | États-Unis                | 13            |    |                |                |
|  | Australie                 | États-Unis                | 13            | 10 |                |                |
|  | Australie                 |                           |               | 10 |                |                |
|  | États-Unis                | 16                        |               |    |                |                |
|  | États-Unis                | 16                        | Onzième place |    |                |                |
|  |                           |                           |               |    |                |                |
|  | 15 février                |                           |               |    |                |                |
|  |                           |                           |               |    |                |                |
|  | Chine                     | 7                         |               |    |                |                |
|  | Chine                     | 7                         |               |    |                |                |
|  | Australie                 | 17                        |               |    |                |                |
|  | Australie                 | 17                        |               |    |                |                |

|  | Tour de classement (13-16) | Tour de classement (13-16) |                 |    | Treizième place | Treizième place |
|  | Tour de classement (13-16) | Tour de classement (13-16) |                 |    | Treizième place | Treizième place |
|  |                            |                            |                 |    |                 |                 |
|  | 11 février                 | 11 février                 |                 |    | 13 février      | 13 février      |
|  | 11 février                 | 11 février                 |                 |    | 13 février      | 13 février      |
|  | Afrique du Sud             | 5                          |                 |    | 13 février      | 13 février      |
|  | Afrique du Sud             | 5                          |                 |    | 13 février      | 13 février      |
|  | Brésil                     | 18                         |                 |    | 13 février      | 13 février      |
|  | Brésil                     | 18                         | Brésil          | 11 |                 |                 |
|  | 11 février                 |                            | Brésil          | 11 |                 |                 |
|  |                            | Japon                      | 22              |    |                 |                 |
|  | Japon                      | Japon                      | 22              | 17 |                 |                 |
|  | Japon                      |                            |                 | 17 |                 |                 |
|  | Kazakhstan                 | 4                          |                 |    |                 |                 |
|  | Kazakhstan                 | 4                          | Quinzième place |    |                 |                 |
|  |                            |                            |                 |    |                 |                 |
|  | 13 février                 |                            |                 |    |                 |                 |
|  |                            |                            |                 |    |                 |                 |
|  | Afrique du Sud             | 11                         |                 |    |                 |                 |
|  | Afrique du Sud             | 11                         |                 |    |                 |                 |
|  | Kazakhstan                 | 10                         |                 |    |                 |                 |
|  | Kazakhstan                 | 10                         |                 |    |                 |                 |

### Compétition féminine

#### Tirage au sort
Les équipes qualifiées via le classement du championnat d'Europe n'étaient pas encore connues.
| Pot 1                             | Pot 2                           | Pot 3                                          | Pot 4                                     |
| --------------------------------- | ------------------------------- | ---------------------------------------------- | ----------------------------------------- |
| Pays-Bas Espagne Italie Australie | États-Unis Hongrie Grèce Canada | France Grande-Bretagne Brésil Nouvelle-Zélande | Chine Kazakhstan Singapour Afrique du Sud |

#### Tour préliminaire
Légende :
- en gras, les premiers de chaque groupe sont qualifiés pour les quarts de finale.
- en italique, les deuxièmes et troisièmes de chaque groupe sont qualifiés pour les play-offs.

##### Groupe A
| Rang | Équipe     | J | V | VP | DP | D | BP | BC | +/- | Points |
| ---- | ---------- | - | - | -- | -- | - | -- | -- | --- | ------ |
| 1    | États-Unis | 3 | 3 | 0  | 0  | 0 | 63 | 16 | +47 | 9      |
| 2    | Pays-Bas   | 3 | 2 | 0  | 0  | 1 | 62 | 19 | +43 | 6      |
| 3    | Kazakhstan | 3 | 0 | 1  | 0  | 2 | 17 | 69 | -52 | 2      |
| 4    | Brésil     | 3 | 0 | 0  | 1  | 2 | 20 | 58 | -38 | 1      |

| 4 février | Kazakhstan | 16 | 15 | Brésil     |
| 4 février | États-Unis | 10 | 8  | Pays-Bas   |
| 6 février | Pays-Bas   | 27 | 4  | Kazakhstan |
| 6 février | Brésil     | 5  | 21 | États-Unis |
| 8 février | Brésil     | 5  | 27 | Pays-Bas   |
| 8 février | États-Unis | 32 | 3  | Kazakhstan |

##### Groupe B
| Rang | Équipe  | J | V | VP | DP | D | BP | BC | +/- | Points |
| ---- | ------- | - | - | -- | -- | - | -- | -- | --- | ------ |
| 1    | Espagne | 3 | 3 | 0  | 0  | 0 | 48 | 20 | +28 | 9      |
| 2    | Grèce   | 3 | 2 | 0  | 0  | 1 | 41 | 31 | +10 | 6      |
| 3    | Chine   | 3 | 0 | 1  | 0  | 2 | 20 | 46 | -26 | 2      |
| 4    | France  | 3 | 0 | 0  | 1  | 2 | 19 | 31 | -12 | 1      |

| 4 février | Chine   | 5  | 18 | Espagne |
| 4 février | Grèce   | 11 | 6  | France  |
| 6 février | France  | 10 | 11 | Chine   |
| 6 février | Espagne | 16 | 8  | Grèce   |
| 8 février | Espagne | 14 | 7  | France  |
| 8 février | Grèce   | 22 | 9  | Chine   |

##### Groupe C
| Rang | Équipe           | J | V | VP | DP | D | BP | BC  | +/- | Points |
| ---- | ---------------- | - | - | -- | -- | - | -- | --- | --- | ------ |
| 1    | Hongrie          | 3 | 3 | 0  | 0  | 0 | 71 | 19  | +52 | 9      |
| 2    | Australie        | 3 | 2 | 0  | 0  | 1 | 54 | 20  | +34 | 6      |
| 3    | Nouvelle-Zélande | 3 | 1 | 0  | 0  | 2 | 44 | 36  | +8  | 3      |
| 4    | Singapour        | 3 | 0 | 0  | 0  | 3 | 7  | 101 | -94 | 0      |

| 4 février | Australie        | 32 | 1  | Singapour        |
| 4 février | Hongrie          | 19 | 8  | Nouvelle-Zélande |
| 6 février | Nouvelle-Zélande | 6  | 13 | Australie        |
| 6 février | Singapour        | 2  | 39 | Hongrie          |
| 8 février | Singapour        | 4  | 30 | Nouvelle-Zélande |
| 8 février | Hongrie          | 13 | 9  | Australie        |

##### Groupe D
| Rang | Équipe          | J | V | VP | DP | D | BP | BC | +/- | Points |
| ---- | --------------- | - | - | -- | -- | - | -- | -- | --- | ------ |
| 1    | Italie          | 3 | 3 | 0  | 0  | 0 | 59 | 21 | +38 | 9      |
| 2    | Canada          | 3 | 2 | 0  | 0  | 1 | 52 | 19 | +33 | 6      |
| 3    | Grande-Bretagne | 3 | 1 | 0  | 0  | 2 | 29 | 47 | -18 | 3      |
| 4    | Afrique du Sud  | 3 | 0 | 0  | 0  | 3 | 10 | 63 | -53 | 0      |

| 4 février | Grande-Bretagne | 10 | 22 | Italie          |
| 4 février | Afrique du Sud  | 2  | 24 | Canada          |
| 6 février | Canada          | 20 | 5  | Grande-Bretagne |
| 6 février | Italie          | 25 | 3  | Afrique du Sud  |
| 8 février | Afrique du Sud  | 5  | 14 | Grande-Bretagne |
| 8 février | Italie          | 12 | 8  | Canada          |

#### Phase finale
Le tableau de la phase finale figure ci-après :
|  | Play-offs        | Play-offs  |                        |            | Quarts de finale | Quarts de finale |    |  | Demi-finales | Demi-finales |  |  | Finale     | Finale     |
|  | ---------------- | ---------- | ---------------------- | ---------- | ---------------- | ---------------- | -- |  | ------------ | ------------ |  |  | ---------- | ---------- |
|  |                  |            |                        |            |                  |                  |    |  |              |              |  |  |            |            |
|  |                  |            |                        |            | 12 février       | 12 février       |    |  | 14 février   | 14 février   |  |  | 16 février | 16 février |
|  |                  |            |                        |            | 12 février       | 12 février       |    |  | 14 février   | 14 février   |  |  | 16 février | 16 février |
|  |                  |            |                        |            | 12 février       | 12 février       |    |  | 14 février   | 14 février   |  |  | 16 février | 16 février |
|  |                  |            |                        |            | 12 février       | 12 février       |    |  | 14 février   | 14 février   |  |  | 16 février | 16 février |
|  |                  |            |                        |            | 12 février       | 12 février       |    |  | 14 février   | 14 février   |  |  | 16 février | 16 février |
|  |                  | États-Unis | 10                     |            |                  |                  |    |  | 14 février   | 14 février   |  |  | 16 février | 16 février |
|  | 10 février       | États-Unis | 10                     |            |                  |                  |    |  | 14 février   | 14 février   |  |  | 16 février | 16 février |
|  |                  | Australie  | 9                      |            |                  |                  |    |  | 14 février   | 14 février   |  |  | 16 février | 16 février |
|  | Australie        | Australie  | 9                      | 20         |                  |                  |    |  | 14 février   | 14 février   |  |  | 16 février | 16 février |
|  | Australie        | 12 février |                        | 20         |                  |                  |    |  | 14 février   | 14 février   |  |  | 16 février | 16 février |
|  | Grande-Bretagne  | 8          |                        |            |                  |                  |    |  | 14 février   | 14 février   |  |  | 16 février | 16 février |
|  | Grande-Bretagne  | 8          |                        | États-Unis | 11               |                  |    |  |              |              |  |  | 16 février | 16 février |
|  |                  |            |                        | États-Unis | 11               |                  |    |  |              |              |  |  | 16 février | 16 février |
|  |                  |            | Espagne                | 9          |                  |                  |    |  |              |              |  |  | 16 février | 16 février |
|  |                  |            | Espagne                | 9          |                  |                  |    |  |              |              |  |  | 16 février | 16 février |
|  | 14 février       |            |                        |            |                  |                  |    |  |              |              |  |  | 16 février | 16 février |
|  |                  |            |                        |            |                  |                  |    |  |              |              |  |  | 16 février | 16 février |
|  |                  | Espagne    | 12                     |            |                  |                  |    |  |              |              |  |  | 16 février | 16 février |
|  | 10 février       | Espagne    | 12                     |            |                  |                  |    |  |              |              |  |  | 16 février | 16 février |
|  |                  | Canada     | 9                      |            |                  |                  |    |  |              |              |  |  | 16 février | 16 février |
|  | Nouvelle-Zélande | Canada     | 9                      | 12         |                  |                  |    |  |              |              |  |  | 16 février | 16 février |
|  | Nouvelle-Zélande | 12 février |                        | 12         |                  |                  |    |  |              |              |  |  | 16 février | 16 février |
|  | Canada           | 14         |                        |            |                  |                  |    |  |              |              |  |  | 16 février | 16 février |
|  | Canada           | 14         |                        | États-Unis | 8                |                  |    |  |              |              |  |  |            |            |
|  |                  |            |                        | États-Unis | 8                |                  |    |  |              |              |  |  |            |            |
|  |                  | Hongrie    | 7                      |            |                  |                  |    |  |              |              |  |  |            |            |
|  |                  | Hongrie    | 7                      |            |                  |                  |    |  |              |              |  |  |            |            |
|  |                  |            |                        |            |                  |                  |    |  |              |              |  |  |            |            |
|  |                  |            |                        |            |                  |                  |    |  |              |              |  |  |            |            |
|  | Hongrie          | 8 5        |                        |            |                  |                  |    |  |              |              |  |  |            |            |
|  | Hongrie          | 8 5        | 10 février             |            |                  |                  |    |  |              |              |  |  |            |            |
|  |                  | Pays-Bas   | 8 4                    |            |                  |                  |    |  |              |              |  |  |            |            |
|  | Pays-Bas         | Pays-Bas   | 8 4                    | 16         |                  |                  |    |  |              |              |  |  |            |            |
|  | Pays-Bas         | 12 février |                        | 16         |                  |                  |    |  |              |              |  |  |            |            |
|  | Chine            | 14         |                        |            |                  |                  |    |  |              |              |  |  |            |            |
|  | Chine            | 14         |                        | Hongrie    | 13               |                  |    |  |              |              |  |  |            |            |
|  |                  |            |                        | Hongrie    | 13               |                  |    |  |              |              |  |  |            |            |
|  |                  | Grèce      | 11                     |            |                  |                  |    |  |              |              |  |  |            |            |
|  |                  | Grèce      | 11                     |            |                  |                  |    |  |              |              |  |  |            |            |
|  |                  |            |                        |            |                  |                  |    |  |              |              |  |  |            |            |
|  |                  |            | Match pour la 3e place |            |                  |                  |    |  |              |              |  |  |            |            |
|  | Italie           | 12         |                        |            |                  |                  |    |  |              |              |  |  |            |            |
|  | Italie           | 12         | 10 février             | 10 février | 16 février       | 16 février       |    |  |              |              |  |  |            |            |
|  |                  | Grèce      | 10 février             | 10 février | 16 février       | 16 février       | 14 |  |              |              |  |  |            |            |
|  | Kazakhstan       | Grèce      | 5                      | Espagne    | 10               |                  | 14 |  |              |              |  |  |            |            |
|  | Kazakhstan       |            |                        |            | 10               |                  |    |  |              |              |  |  |            |            |
|  | Grèce            | 24         |                        |            | Grèce            | 9                |    |  |              |              |  |  |            |            |
|  | Grèce            | 24         |                        |            | Grèce            | 9                |    |  |              |              |  |  |            |            |

#### Matches de classement
|  | Tour de classement (5-8) | Tour de classement (5-8) |                |    | Cinquième place | Cinquième place |
|  | Tour de classement (5-8) | Tour de classement (5-8) |                |    | Cinquième place | Cinquième place |
|  |                          |                          |                |    |                 |                 |
|  | 14 février               | 14 février               |                |    | 16 février      | 16 février      |
|  | 14 février               | 14 février               |                |    | 16 février      | 16 février      |
|  | Australie                | 10                       |                |    | 16 février      | 16 février      |
|  | Australie                | 10                       |                |    | 16 février      | 16 février      |
|  | Canada                   | 8                        |                |    | 16 février      | 16 février      |
|  | Canada                   | 8                        | Australie      | 8  |                 |                 |
|  | 14 février               |                          | Australie      | 8  |                 |                 |
|  |                          | Pays-Bas                 | 10             |    |                 |                 |
|  | Pays-Bas                 | Pays-Bas                 | 10             | 10 |                 |                 |
|  | Pays-Bas                 |                          |                | 10 |                 |                 |
|  | Italie                   | 5                        |                |    |                 |                 |
|  | Italie                   | 5                        | Septième place |    |                 |                 |
|  |                          |                          |                |    |                 |                 |
|  | 16 février               |                          |                |    |                 |                 |
|  |                          |                          |                |    |                 |                 |
|  | Canada                   | 12                       |                |    |                 |                 |
|  | Canada                   | 12                       |                |    |                 |                 |
|  | Italie                   | 18                       |                |    |                 |                 |
|  | Italie                   | 18                       |                |    |                 |                 |

|  | Tour de classement (9-12) | Tour de classement (9-12) |               |    | Neuvième place | Neuvième place |
|  | Tour de classement (9-12) | Tour de classement (9-12) |               |    | Neuvième place | Neuvième place |
|  |                           |                           |               |    |                |                |
|  | 12 février                | 12 février                |               |    | 14 février     | 14 février     |
|  | 12 février                | 12 février                |               |    | 14 février     | 14 février     |
|  | Chine                     | 15                        |               |    | 14 février     | 14 février     |
|  | Chine                     | 15                        |               |    | 14 février     | 14 février     |
|  | Grande-Bretagne           | 10                        |               |    | 14 février     | 14 février     |
|  | Grande-Bretagne           | 10                        | Chine         | 15 |                |                |
|  | 12 février                |                           | Chine         | 15 |                |                |
|  |                           | Nouvelle-Zélande          | 16            |    |                |                |
|  | Kazakhstan                | Nouvelle-Zélande          | 16            | 8  |                |                |
|  | Kazakhstan                |                           |               | 8  |                |                |
|  | Nouvelle-Zélande          | 23                        |               |    |                |                |
|  | Nouvelle-Zélande          | 23                        | Onzième place |    |                |                |
|  |                           |                           |               |    |                |                |
|  | 14 février                |                           |               |    |                |                |
|  |                           |                           |               |    |                |                |
|  | Grande-Bretagne           | 8                         |               |    |                |                |
|  | Grande-Bretagne           | 8                         |               |    |                |                |
|  | Kazakhstan                | 6                         |               |    |                |                |
|  | Kazakhstan                | 6                         |               |    |                |                |

|  | Tour de classement (13-16) | Tour de classement (13-16) |                 |    | Treizième place | Treizième place |
|  | Tour de classement (13-16) | Tour de classement (13-16) |                 |    | Treizième place | Treizième place |
|  |                            |                            |                 |    |                 |                 |
|  | 10 février                 | 10 février                 |                 |    | 12 février      | 12 février      |
|  | 10 février                 | 10 février                 |                 |    | 12 février      | 12 février      |
|  | Brésil                     | 8                          |                 |    | 12 février      | 12 février      |
|  | Brésil                     | 8                          |                 |    | 12 février      | 12 février      |
|  | France                     | 17                         |                 |    | 12 février      | 12 février      |
|  | France                     | 17                         | France          | 19 |                 |                 |
|  | 10 février                 |                            | France          | 19 |                 |                 |
|  |                            | Afrique du Sud             | 8               |    |                 |                 |
|  | Singapour                  | Afrique du Sud             | 8               | 6  |                 |                 |
|  | Singapour                  |                            |                 | 6  |                 |                 |
|  | Afrique du Sud             | 20                         |                 |    |                 |                 |
|  | Afrique du Sud             | 20                         | Quinzième place |    |                 |                 |
|  |                            |                            |                 |    |                 |                 |
|  | 12 février                 |                            |                 |    |                 |                 |
|  |                            |                            |                 |    |                 |                 |
|  | Brésil                     | 18                         |                 |    |                 |                 |
|  | Brésil                     | 18                         |                 |    |                 |                 |
|  | Singapour                  | 2                          |                 |    |                 |                 |
|  | Singapour                  | 2                          |                 |    |                 |                 |

## Classement finaux
| Rang               | Équipe         |
| ------------------ | -------------- |
| Médaille d'or      | Croatie        |
| Médaille d'argent  | Italie         |
| Médaille de bronze | Espagne        |
| 4                  | France         |
| 5                  | Grèce          |
| 6                  | Serbie         |
| 7                  | Hongrie        |
| 8                  | Monténégro     |
| 9                  | États-Unis     |
| 10                 | Roumanie       |
| 11                 | Australie      |
| 12                 | Chine          |
| 13                 | Japon          |
| 14                 | Brésil         |
| 15                 | Afrique du Sud |
| 16                 | Kazakhstan     |

| Rang               | Équipe           |
| ------------------ | ---------------- |
| Médaille d'or      | États-Unis       |
| Médaille d'argent  | Hongrie          |
| Médaille de bronze | Espagne          |
| 4                  | Grèce            |
| 5                  | Pays-Bas         |
| 6                  | Australie        |
| 7                  | Italie           |
| 8                  | Canada           |
| 9                  | Nouvelle-Zélande |
| 10                 | Chine            |
| 11                 | Grande-Bretagne  |
| 12                 | Kazakhstan       |
| 13                 | France           |
| 14                 | Afrique du Sud   |
| 15                 | Brésil           |
| 16                 | Singapour        |